# Джорданн Вайлі
Джорданн Вайлі (англ. Jordanne Whiley; нар. 11 червня 1992) — колишня британська тенісистка.
Найвищу одиночну позицію світового рейтингу — 3 місце досягла 6 червня 2016, парну — 1 місце — 20 липня 2015 року.
Перемагала на турнірах Великого шолома в одиночному та парному розрядах.
Завершила кар'єру 2021 року.

## Часова шкала досягнень на турнірах Великого шлему
| W | Ф | ПФ | ЧФ | #Р | КТ | К# | DNQ | A | NH |

### Wheelchair singles
| Турнір                                 | 2011 | 2012 | 2013 | 2014 | 2015 | 2016 | 2017 | 2018 | 2019 | 2020 | 2021 | Career SR | Career Win % |
| -------------------------------------- | ---- | ---- | ---- | ---- | ---- | ---- | ---- | ---- | ---- | ---- | ---- | --------- | ------------ |
| Турніри Великого шолома                |      |      |      |      |      |      |      |      |      |      |      |           |              |
| Відкритий чемпіонат Австралії з тенісу | ЧФ   |      |      | ПФ   | ЧФ   | ЧФ   |      |      |      | ЧФ   |      | 0 / 5     | 0%           |
| Відкритий чемпіонат Франції з тенісу   | ЧФ   |      |      | ЧФ   | ЧФ   | ПФ   | ЧФ   |      |      | ЧФ   | ЧФ   | 0 / 7     | 0%           |
| Вімблдонський турнір                   | NH   | NH   | NH   | NH   | NH   | ПФ   | ЧФ   |      | ЧФ   | NH   | ПФ   | 0 / 4     | 0%           |
| Відкритий чемпіонат США з тенісу       |      | NH   | ЧФ   | ЧФ   | П    | NH   |      |      |      | ЧФ   | ПФ   | 1 / 5     | 20%          |

### Wheelchair doubles
| Турнір                                 | 2011 | 2012 | 2013 | 2014 | 2015 | 2016 | 2017 | 2018 | 2019 | 2020 | 2021 | Career SR | Career Win % |
| -------------------------------------- | ---- | ---- | ---- | ---- | ---- | ---- | ---- | ---- | ---- | ---- | ---- | --------- | ------------ |
| Турніри Великого шолома                |      |      |      |      |      |      |      |      |      |      |      |           |              |
| Відкритий чемпіонат Австралії з тенісу | ПФ   |      |      | П    | П    | ПФ   |      |      |      | П    |      | 3 / 5     | 60%          |
| Відкритий чемпіонат Франції з тенісу   | ПФ   |      |      | П    | Ф    | П    | ПФ   |      |      | Ф    | Ф    | 2 / 7     | 29%          |
| Вімблдонський турнір                   | ПФ   | Ф    | Ф    | П    | П    | П    | П    |      | ПФ   | NH   | П    | 5 / 9     | 56%          |
| Відкритий чемпіонат США з тенісу       |      |      | ПФ   | П    | ПФ   | NH   |      |      |      | П    | Ф    | 2 / 5     | 40%          |